# Каталинич, Ян
Ян Каталинич (итал. Giovanni Cattalinich; 1779 — 1847) — далматинский историк, автор «Истории Далмации» (итал. «Storia della Dalmazia», Зара, 1835), вышедшей, кроме итальянского, и на хорватском языке. Каталинич писал также стихи по-латыни и по-хорватски.